# Middle East Airlines
Middle East Airlines (Arabisch: طيران الشرق الأوسط, Tayarān asch-Scharq al-ausat) is de nationale luchtvaartmaatschappij van Libanon, met als basis Beiroet. Het vliegt op bestemmingen in het Midden-Oosten, Europa en Afrika. Als basis fungeert de luchthaven Rafik Hariri International Airport.

## Geschiedenis
Middle East Airlines is opgericht in 1945. In 1949 ging zij een samenwerkingsverband aan met Pan American Airways en in 1955 met e B.O.A.C. In 1963 werd Air Liban overgenomen en volledig geïntegreerd in 1965. In 1969 werden de routes van Lebanese International overgenomen. Tijdens diverse periodes van oorlog is MEA uitgeweken naar o.a. Parijs, Amman, Larnaca en Damascus.
Per 28 juni 2012 is Middle East Airlines toegetreden tot SkyTeam. De luchtvaartmaatschappij is het zeventiende lid en de tweede SkyTeam-partner uit de regio Midden-Oosten. Vanuit de thuisbasis in Beiroet vliegt MEA naar 30 internationale bestemmingen binnen Afrika, het Midden-Oosten en Europa.

## Vloot
De vloot van Middle East Airlines bestond op 22 augustus 2017 uit de volgende 18 toestellen.
| Type            | Aantal | Orders | Opties | Passagiers (Cedar/Economy) |
| --------------- | ------ | ------ | ------ | -------------------------- |
| Airbus A320-200 | 13     | 0      | 0      | 126 (24/102)               |
| Airbus A330-200 | 5      | 0      | 0      | 244 (44/200)               |
| Total           | 18     | 0      | 0      |                            |